# Grmagele
Grmagele (gruz. ღრმაღელე) – stacja tbiliskiego metra należąca do linii Achmeteli – Warketili. Została otwarta 28 listopada 1985 roku.